# Qawm
Qawm là đơn vị xã hội cơ bản của Afghanistan dựa trên quan hệ họ hàng, nơi cư trú hoặc nghề nghiệp. Đôi khi từ này được dịch là "bộ lạc", nhưng mối quan hệ qawm có thể vượt qua ranh giới bộ lạc hoặc thậm chí sắc tộc. Từ này bắt nguồn từ tiếng Ả Rập và được sử dụng ở Afghanistan để chỉ bất kỳ hình thức đoàn kết nào. Người Afghanistan tự nhận mình bằng qawm, thay vì theo bộ lạc hoặc quốc tịch. Bản sắc Qawm đã làm tăng thêm thách thức trong việc tạo ra bản sắc dân tộc ở Afghanistan. Một qawm thường nằm dưới sự điều hành của jirga hoặc shura (một hội đồng hoặc hội nghị quy tụ những người đàn ông lớn tuổi).